# 새콤달콤 캐치! 티니핑
《새콤달콤 캐치! 티니핑》(영어: Dessert Catch! Teenieping)은 SAMG 엔터테인먼트의 TV 애니메이션인 《캐치! 티니핑 시리즈》 중의 4번째 시리즈다.

## 줄거리
하모니 마을에 나타난 새콤달콤 디저트 티니핑!
로미가 새로운 로열티니핑들과 함께 디저트 티니핑 캐치에 나선다!
— SAMG엔터테인먼트, SAMG엔터테인먼트 《새콤달콤 캐치! 티니핑》 홈페이지

## 등장인물

### 티니핑
3명의 여성 로열 티니핑과 여성 레전드 티니핑인 새콤핑과 달콤핑이 등장한다. 후자의 경우 《캐치! 티니핑 시리즈》의 세계관에 위치한 가공의 국가 중 하나인 '이모션 왕국'을 통치하고 있었던 이름이 알려지지 않은 선대 여왕이 살아 있었을 때부터 존재하였다는 설정으로 등장한다. 
- 말랑핑(Jellyping)
- 샤샤핑
- 포실핑
- 뿌뿌핑(Puffping)은 《새콤달콤 캐치! 티니핑》에 등장하는 악역 캐릭터이다. '디저트 마을'의 거주민 중 한 명으로 그 마을에 있는 구슬 형태의 물건인 '매직슈가볼'을 훔치고 지구로 떨어졌을 때로부터 '하모니 마을'을 떠돌며 살고 있었다. 뽑기 머신 모양을 한 풍선껌 기계를 도구로 사용하며, 일시적으로 모습이 변화하였을 때는 그 도구가 대전차 병기 형태로 바뀐다.